# Donjon van Limont
De Donjon van Limont (Frans: Donjon de Limont) is gelegen te Limont in de gemeente Donceel.
In 1230 schenkt Libert Jeneffe, heer van Borgworm, het land van Limont aan zijn zoon Robert. Het land is afgescheiden van het domein Warfusée-Donmartin. Robert draagt de titel van Limont, kiest een nieuw wapen en bouwt de donjon. Robert wordt gedood tijdens de verdediging van het kasteel van Borgloon in 1276  gedurende de Awans- en Warouxoorlog .
De donjon onderscheidt zich door een uitzonderlijke regelmatigheid van de vuurstenen parementblokken gebruikt als gevelbekleding. kalkstenen hoekstenen versterken de muren. Gebouwd op een vierkante plattegrond van 8,50 meter bij 8,50 meter was het gebouw waarschijnlijk oorspronkelijk vier verdiepingen. Nu kan men nog steeds twee verdiepingen zien en de basis van de derde verdieping. De deuropening is gelegen op 1ste verdieping die te bereiken was met een houten trap, In het geval van bedreiging kon de trap worden ingetrokken. Op de eerste verdieping, de woonkamer, bevindt zich een grote open haard en twee ramen met vensterzetels. Het plafond was een kruisribgewelf. Een luik in de vloer gaf toegang tot een afgesloten kelder. Het gewelf van de kelder is gemaakt van kalktuf. Een stenen trap ingebouwd in de noordelijke muur leidt tot privéverdiepingen. Het dakterras was oorspronkelijk bekleed met kantelen ter verdediging.